# Щербаки (Кременчуцький район)
Щербаки́ — село в Україні, в Омельницькій сільській громаді Кременчуцького району Полтавської області. Населення — 277 осіб.

## Географія
Село Щербаки розташоване на правому березі річки Псел, вище за течією примикає село Онищенки, нижче за течією на відстані 1 км розташоване село Потоки, на протилежному березі — село Кияшки. Річка в цьому місці звивиста, утворює лимани, стариці та заболочені озера.

## Населення

### Мова
Розподіл населення за рідною мовою за даними перепису 2001 року:
| Мова       | Кількість | Відсоток |
| ---------- | --------- | -------- |
| українська | 251       | 90,61 %  |
| російська  | 24        | 8,66 %   |
| білоруська | 2         | 0,73 %   |
| Всього:    | 277       | 100 %    |

## Транспорт
Через село пролягають автошлях міжнародного значення М22E584 та залізнична лінія Полтава — Кременчук, на якій розташований пасажирський залізничний зупинний пункт Омельник. Також одним із варіантів є автобус до районного центру м. Кременчук